# Hjemmestyre
 Denne artikel omhandler overvejende eller alene danske forhold. Hjælp gerne med at gøre artiklen mere almen.
Hjemmestyre giver borgere i en administrativ del af et rige mulighed for at udøve regerende magt på administrative delområder som er overdraget til den af den centrale regering. I Kongeriget Danmark har man indført hjemmestyre med det formål at overføre kompetence og dermed ansvar fra danske politiske myndigheder til henholdsvis færøske og grønlandske politiske myndigheder. Begrebet stammer fra Irland, der forgæves forsøgte at få home rule i 1800-tallet.
Hjemmestyrede områder i Kongeriget (det danske Rigsfællesskab) var den politiske forvaltning på Færøerne 1948-2005 og i Grønland i årene 1979-2009, i 2005 og 2009 fik Færøerne og Grønland øget selvstyre og kaldes selvstyrende lande eller områder indenfor Kongeriget i rigsfællesskab mellem Danmark, Færøerne og Grønland.
I Finland findes der selvstyre på Ålandsøerne. I Storbritannien er Skotland et eksempel. Se evt. også Commonwealth og Selvstyre.

## Hjemmestyrende, senere selvstyrende, områder i Kongeriget
Færøerne og Grønland fik hjemmestyre i henholdsvis 1948 og 1979. Senere fik de øget selvstyre med selvstyrestyreordningerne, som for Færøernes vedkommende trådte i kraft i 2005 og for Grønlands vedkommende i 2009. Med hjemmestyre og senere selvstyreordningerne er der overført kompetence og ansvar til de færøske og de grønlandske myndigheder, der således forvalter de samfundsopgaver, som er overtaget fra staten, fastsætter lovgivning for disse områder og har et selvstændigt økonomisk ansvar for opgavernes løsning. Staten yder årligt et generelt økonomisk tilskud til Færøerne og til Grønland.

### Færøerne
Færøerne har haft hjemmestyre siden 1. april 1948, hvor Lov om Færøernes Hjemmestyre trådte i kraft. Af loven fremgår det, at Færøerne har en ”Særstilling … i national, historisk og geografisk Henseende” og at landet derfor for fremtiden skal udgøre ”et selvstyrende Folkesamfund i det danske Rige”. I konsekvens af hjemmestyreloven fik Færøernes Lagting ret til at lovgive inden for rigsenheden om ”færøske særanliggender” og Færøernes Landsstyre fik den administrative myndighed. I 2005 blev Overtagelsesloven vedtaget af Folketinget, loven kaldes: Lov om de færøske myndigheders overtagelse af sager og sagsområder. Loven ligestiller Færøerne og Danmark som to ligeværdige parter indenfor rigsfællesskabet. Loven formulerer det således: "Denne lov bygger på en overenskomst mellem Færøernes landsstyre og den danske regering som ligeværdige parter." Loven omfatter alle områder undtagen: Statsforfatningen, statsborgerskab, højesteret, udenrigs-, sikkerheds- og forsvarspolitik samt valuta- og pengepolitik, som er danske ansvarsområder. Loven stadfæster i § 3 at, de færøske myndigheder har den lovgivende og udøvende magt inden for de sager og sagsområder, der overgår efter § 2. I paragraf 2 stadfæstet det at, sager og sagsområder, som er omfattet af loven, overgår til de færøske myndigheder på tidspunkter, der fastsættes af de færøske myndigheder. Lovens § 2, stk. stadfæster at sager og sagsområder, der fremgår af den som bilag til loven tilføjede liste I, overgår til de færøske myndigheder på tidspunkter, der fastsættes af de færøske myndigheder efter forhandling med de danske myndigheder. 
Liste I - Sager og sagsområder, som det færøske landsstyre kan overtage
1. Advokatvirksomhed.
2. Folkekirken.
3. Formueretten.
4. Den industrielle ejendomsret.
5. Kriminalforsorgen.
6. Luftfart.
7. Pas.
8. Person-, familie- og arveretten.
9. Politiet og anklagemyndigheden samt de hertil knyttede dele af strafferetsplejen.
10. Retsplejen, herunder oprettelse af domstole.
11. Strafferetten.
12. Udlændingeområdet og grænsekontrollen.

Folkekirken på Færøerne blev overtaget af det færøske Landsstyre den 29. juli 2007.

### Grønland
Grønland har haft selvstyre siden 21. juni 2009, hvor Grønlands Selvstyre er stadfæstet ved "Lov om Grønlands Selvstyre" og afløste Grønlands Hjemmestyre, der havde fungeret i perioden 1. maj 1979 og frem til 21. juni 2009. Med indførelsen af selvstyre anerkendes det grønlandske folk officielt af Danmark, som et eget folk i henhold til Folkeretten. Den folkeretslige status som eget folk er en betingelse i international ret for en eventuel løsrivelse og ny statsdannelse.
Grønlands Selvstyre består af Grønlands Landsting som er en folkevalgt forsamling (parlament), og Grønlands Landsstyre (regering), der er politisk ansvarlig for selvstyrets daglige drift. Landsstyret serviceres af en række direktorater, der svarer til centraladministrationen i andre lande.
Nuværende formand for Grønlands Landsstyre er Kim Kielsen fra partiet Siumut.
Grønlands Landsstyre besluttede ved årsskiftet 1999-2000 at nedsætte en selvstyrekommission. Baggrunden var den udvikling, der er foregået siden hjemmestyret blev indført i 1979, hvor stadig flere sagsområder er overtaget af hjemmestyret, samtidig med at Grønlands forhold til omverdenen har ændret sig. En sådan ændring er fx Danmarks medlemskab af EU, hvor Danmark i stigende grad overfører kompetence til EU. Sideløbende foregår der i verden generelt en globaliseringsproces, der fordrer at Grønland selvstændigt kan varetage sine interesser. På den baggrund fandt det daværende Landsstyre det nødvendigt at iværksætte et arbejde, der skulle klarlægge Grønlands fremtidige stilling inden for Kongeriget (rigsfællesskabet).
En anden vigtig opgave var desuden at beskrive hjemmestyrets nuværende forfatningsretlige stilling, samt udarbejde et grundlag for at udvikle Grønlands selvstændighed inden for Kongerigets (rigsfællesskabets) rammer.
Kommissionen afleverede sin betænkning 11. april 2003, hvor den foreslog en ”Partnerskabstraktat mellem Grønland og Danmark om Grønlands selvbestemmelsesret” for at signalere, at der – også i fremtiden – ønskedes et godt og tæt forhold mellem Kongerigets (rigsfællesskabets) parter, og at dette forhold skulle baseres på opfattelsen af ligeværdige parter, der gensidigt respekterer hinanden. Det er Selvstyrekommissionen opfattelse, at selvstyre så vidt muligt bør hvile på en selvbærende økonomi, hvor statens bloktilskud til Grønland på sigt reduceres væsentligt. Derfor var det vigtigt i fremtiden at fokusere på den samlede økonomi i samfundet, herunder ikke mindst Grønlands samhandel med udlandet.
Betænkningen behandledes efterfølgende i Grønlands Landsting og der blev udarbejde et mandat som oplæg til forhandling med den danske regering, der resulterede i, at Grønlands landstyreformand Hans Enoksen og den danske statsminister Anders Fogh Rasmussen 21. juni 2004, på 25. årsdagen for indførelse af hjemmestyre i Grønland, underskrev et kommissorium for en grønlandsk-dansk selvstyrekommission. Hovedopgaven for kommissionen var, med udgangspunkt i Grønlands nuværende forfatningsmæssige placering, og i overensstemmelse med det grønlandske folks selvbestemmelsesret i henhold til folkeretten, at overveje og stille forslag om, hvordan de grønlandske myndigheder kan overtage yderligere kompetence, hvor dette er forfatningsmæssigt muligt.
Kommissionen skulle basere sit arbejde på princippet om, at der skal være overensstemmelse mellem rettigheder og pligter. Desuden skulle Kommissionen overveje og stille forslag til en nyordning vedrørende det økonomiske mellemværende mellem Grønland og Danmark. Det fremgår endvidere af kommissoriet, at det alene tilkommer det grønlandske folk at afgøre, hvorvidt Grønland ønsker selvstændighed. Kommissionen afsluttede sit arbejde i 2008. Resultatet af arbejdet blev en ny form for hjemmestyre: "Selvstyre".